# Плюмбата
Плюмба́та (лат. (hasta) plumbata от plumbum — свинец) — позднеантичное и раннесредневековое метательное оружие: короткий дротик, утяжелённый свинцовым грузилом. Упоминается в трудах Вегеция, Маврикия и анонимном трактате «О военных делах» («De rebus bellicis»). В настоящее время известно не менее пяти десятков археологических находок, датируемых III—VI веками.
Вегеций использует в качестве синонима плюмбаты название mattiobarbula, происходящее от искажённого martiobarbula — «марсова колючка/бородка» — предположительно солдатского прозвища этого оружия. В «Стратегиконе» Маврикия, написанном по-гречески, оно именуется «мардзобарбулон» (греч. μαρτζοβάρβουλον).

## Описание
Согласно анонимному трактату «О военных делах» (рубеж IV и V веков) плюмбата — это род дротика (лат. iaculi), который изготовляется из рейки (древка, лат. ex ligno), сделанной в виде стрелы (лат. sagittae), в которую втыкается изготовленный в форме рогатины (лат. venabuli) наконечник. Дротик снабжается перьями-стабилизаторами, причём над ними «оставлено такое пространство, насколько смогут обхватить пальцы держащего». Свинцовое грузило прикрепляется в месте соединения железного наконечника и древка.
Данные археологии подтверждают описания, приведённые в источнике. Большинство находок представляет собой наконечник на тонком железном стержне, место соединения которого с древком закрывалось свинцовой насадкой веретенообразной формы. Деревянная часть в большинстве случаев не сохранилась. Диаметр отверстия в свинцовых насадках, а также небольшой обломок хвостовой части древка находки из Роксетера (Великобритания) позволяют установить его толщину: около 1 см.
Наконечник большинства найденных экземпляров имеет плоскую форму и треугольные очертания с широко разведёнными в стороны боковыми зубцами; реже встречаются плоские наконечники лавролистной формы, массивные четырёхгранные и массивные трёхгранные с короткими направленными вниз зубцами. Стержень имеет четырёхгранную или округлую форму. В некоторых экземплярах нижняя часть стержня завита в виде спирали для обеспечения более надёжной сцепки со свинцовой муфтой грузила.
Размеры находок варьируются от 98 до 275 мм, масса — от 130 до 350 г. Поскольку известно, что в конце III — начале IV века солдаты носили пять плюмбат в специальном кармане на внутренней стороне щита, а впоследствии из-за возросшей длины и тяжести оружия для переноски стали использовать специальный футляр, вероятно, более крупные и массивные экземпляры, соответствуют более позднему времени.
Особенность конструкции плюмбаты составляет наличие свинцового грузила, которое в несколько раз увеличивает массу снаряда и существенно влияет на траекторию его полёта. По законам баллистики во время полёта любого метательного снаряда вследствие трения снаряда о воздух происходит постепенный расход первоначальной энергии броска, потеря которой происходит тем быстрее, чем больше площадь его поверхности. Энергию броска можно увеличить путём наращивания начальной скорости, однако физические возможности человека ограничены, и без использования механических приспособлений добиться значительного приращения скорости не удастся. Другой способ увеличения энергии — увеличение массы метательного снаряда, но вследствие сопряжённого с этим увеличения его объёма сопротивление воздуха при этом также будет возрастать. Таким образом, конструкция плюмбаты стала ответом античных инженеров на необходимость найти такой способ наращивания массы оружия, который не сопровождался бы существенным увеличением его размеров.

## Боевое применение
Принципиальное отличие плюмбаты от «классического» дротика (например, пилума) заключалось в технике метания: воин брал древко пальцами за хвостовую часть и бросал его плечевым махом руки. Древко плюмбаты при этом становилось продолжением руки метателя и увеличивало рычаг броска, а свинцовое грузило сообщало снаряду дополнительную кинетическую энергию. Тем самым, при размерах меньших, чем у дротика, плюмбата получала больший начальный запас энергии, что позволяло бросать её на расстояние 50—60 м. Причём если дротик на излёте практически полностью растрачивал сообщённую ему начальную энергию броска, то плюмбата даже на предельной дальности своего полёта сохраняла запас энергии, достаточный для того, чтобы поразить жертву.
Есть другая версия применения плюмбат. Поскольку хвостовые части плюмбат не сохранились, то была предложена гипотеза, что в её хвостовой части крепилась лента, за которую легионер брался и раскручивал как пращу, а затем отпускал. В полете лента выполняла роль стабилизатора. Такой бросок был намного сильнее и точнее, чем ручной бросок.
Римские легионеры поздней империи использовали плюмбату как наступательное оружие при первом натиске и как оборонительное при нападении противника. Таким образом, воины сочетали в себе качества тяжёлой пехоты и стрелков. Бросив одну за другой в сторону атакующего противника пять плюмбат, они брались за копьё или меч. Результаты специально проведённых экспериментов показали, что тренированный солдат тратит на выполнение этих операций лишь несколько секунд. При проведении тренировок римские инструкторы добивались скорости выполнения упражнения и силы броска. В начале сражения войска обрушивали на противника настоящий шквал метательных снарядов, что было адекватным ответом на тактику и защитное вооружение основных противников Рима той эпохи: германцев, сарматов и персов. Вегеций сообщает о существовании в Иллирике в правление императоров Диоклетиана и Максимиана (285—305) двух легионов, «которые назывались маттиобарбулами, так как искусно и с большой силой пользовались этим метательным оружием… Если эти воины вовремя бросали их, то можно было сказать, что щитоносцы выполняли обязанность стрелков: они ранили врагов и их коней, прежде чем дело доходило до рукопашного боя, и даже прежде, чем они подойдут на расстояние полёта дротика или стрелы».
Широкий зазубренный наконечник плюмбаты наносил тяжёлую рану незащищённым доспехами воинам и лошадям противника. Чтобы защититься от обстрела, вражеский пехотинец мог или, прекратив бой, отойти на безопасную дистанцию, или, закрывшись щитом, перейти в контратаку. В последнем случае при сокращении дистанции и, соответственно, вводе в дело метателей из глубины строя римлян, интенсивность обстрела должна была возрастать. За 15—20 секунд, которые потребуются воину со щитом для того, чтобы пробежать расстояние в 60 м, римская когорта, выстроенная по 70 человек по фронту и 8 человек в глубину, могла выпустить в воздух до 2800 снарядов. При ширине строя 71 м плотность обстрела составляла 39 снарядов на один метр.
Наступающий враг при попытке закрыться от града метательных снарядов, подняв щит, неизбежно замедлял движение, а в его рядах нарастал беспорядок. В этой ситуации можно или, наращивая интенсивность обстрела, сбить наступательный порыв противника и совершенно удержать его от атаки, или, воспользовавшись его замешательством, перейти в контратаку и обратить противника в бегство.
Короткое древко плюмбаты и техника бросания, не требующая большого пространства, позволяли задним рядам строя осуществлять обстрел противника даже во время рукопашной схватки. Плюмбаты при этом бросались ими по навесной траектории, поверх голов впередистоящих воинов. Из-за высокого угла падения плюмбата вонзалась в цель сверху вниз, под углом от 30 до 70 градусов, что позволяло поразить голову, шею и плечи укрывшегося за щитом воина. В то время, когда всё внимание сражающихся было обращено на противника, сыпавшиеся сверху снаряды были особенно опасны.
Застрельщики, в начале боя сражавшиеся перед строем, также имели плюмбаты на вооружении. Отходя перед началом рукопашной схватки назад под прикрытие тяжёлой пехоты, они продолжали обстреливать противника.